# Клингман, Томас
Томас Лэньер Клингман (Thomas Lanier Clingman) (27 июля 1812 – 3 ноября 1897) — американский политик и военный, член палаты представителей США от Демократической партии и сенатор США от Северной Каролины (1858 - 1861). Был отчислен из Сената после начала войны и служил бригадным генералом армии Конфедерации во время американской гражданской войны. Бригада Клингмана сражалась в основном на территории Северной Каролины.

## Гражданская война
После начала войны Клингман был отчислен из Сената. Он не имел военного опыта, однако присутствовал на поле боя во время первого сражения при Булл-Ран в качестве адъютанта-добровольца при Джозефе Джонстоне. 15 августа в Эшвиле (Северная Каролина) был сформирован 25-й Северокаролинский пехотный полк и Клингман был избран его полковником. В марте 1862 года полк был включен в бригаду Лоуренса О'Брайана Брэнча около Клингстона. 17 мая 1862 года Клингману присвоили звание бригадного генерала и он был назначен командующим бригадой в подчинении генерала Теофилиуса Холмса. Основной причиной его повышения была переброска части северокаролинских бригад под Ричмонд для противодействия наступающей Потомакской армии. Для обороны побережья были сформированы новые бригады, которым требовались командиры.
Бригада Клингмана состояла из четырех пехотных полков:
- 8-й Северокаролинский пехотный полк (полк. Генри Шоу)
- 31-й Северокаролинский пехотный полк
- 51-й Северокаролинский пехотный полк
- 61-й Северокаролинский пехотный полк